# Z Persei
Z Persei är en kortperiodisk förmörkelsevariabel av Algol-typ (EA/SD) i stjärnbilden Perseus. 
Stjärnan har en fotografisk magnitud som varierar mellan +9,7 och +12,4 med en period av 3,0563066 dygn.